# 위단 (당)
위단(韋丹, 753~810.9.8)은 중국 당의 관리이다. 자가 문명(文明)으로 경조부(京兆府) 만년현(萬年縣, 현 산시 성 시안시 창안 구) 사람이다. 계보는 경조 위씨(京兆韋氏) 운공방(郧公房)으로, 북주(周周)의 대사공(大司空)을 지냈던 위효관(韋孝寬)의 6대 손이다.

## 생애
북주의 대사공을 지낸 위효관의 아들 위진(韋津)의 후손으로, 일찍이 부모를 여의고 외할아버지이자 당의 태사였던 안진경(顏真卿)에게서 학문을 배웠다. 안진경은 외손자 위단을 매우 아꼈다고 전한다.
위단은 자라서 명경(明經)에 급제하여 안원현령(安遠縣令)이 되었지만, 자신의 배다른 서형(庶兄)에게 관직을 양보하였다. 이후 다시금 오경과에 급제하여 그 이름이 맨 앞에 있었으며, 이후 함양위(咸陽尉), 전중시어사(前中侍御史) 사인(舍人)을 거쳐 시봉랑중 겸 어사중승(御使中丞)이 되었다.
신라에서 원성왕이 사망(798)하고 소성왕이 뒤를 이어 즉위했음을 알려 왔을 때, 당 조정은 신라로 파견할 조문 겸 책봉 사절로 위단을 임명했다. 당시 '사적관'(私覿官)이라 하여 외국에 사신으로 파견되는 경우 그 사신에게는 주, 현의 관리 열 명이 할당되었는데 이 관리직의 임명권을 사신이 행사할 수 있도록 하여서, 사신이 자기 임의로 관리를 임명하고, 그 임명된 관리들로부터 재물을 받아서 사신으로서의 활동 경비에 조달하곤 하였다. 위단은 "내가 천자의 관리로서 해외의 나라에 사신으로 가는데, 비용이 부족하면 위에 청할 일이지 어찌 관직을 팔아서 돈을 받겠는가?"라며 이러한 관행을 거절하였고, 황제에게 청하여 경비를 받았다. 위단은 치청번진이 다스리던 운주에 이르러, 신라에서 소성왕이 이미 사망하였다는 소식을 듣고 신라로 가지 않고 귀환하였고, 이후 당의 조정에서 위단의 이름이 크게 알려지게 되었다.
《전당문》(全唐文) 권491에 실려 있는 「봉송위중승사신라서」(奉送韋中丞使新羅序)는 위단이 책봉사의 명을 받고 신라로 떠날 때 권덕여(權德輿)가 그에게 지어준 글이다.
위단은 귀한 뒤 다시금 용주자사(容州刺史)로 임명되었다. 용주에서 그는 관내의 백성들에게 농사를 적극적으로 권장하고 학교를 세워 학문을 크게 진작시켰다. 또한 위단은 조정의 정치에 관심을 보이며 황제를 따르지 않으려 드는 번진을 적극적으로 토벌해야 한다고 건의하였다. 황제는 크게 기뻐하며 그를 관찰사로 임명하고 무양군공(武陽郡公)으로 봉하였다. 그는 또한 재임 기간 동안 홍수와 가뭄에 대한 구제 활동을 펼치고, 부패를 금지하고, 백성을 돌보며, 선정을 장려하고, 농사와 양잠을 적극 권장하였다.
위단의 후임이 된 배의(裴誼)는 일찍이 헌종(憲宗)에게 표문을 올려서 위단을 위해 사당을 짓고 비석을 세울 것을 건의하였으나 받아들여지지 않았다. 위단이 사망하고 난 선종(宣宗) 때의 일이었다.
이후 위단은 강남서도관찰사(江南西道觀察使)가 되었다. 그는 관리의 일을 수행함에 청렴하고 올바르다는 평을 받았는데, 홍주자사(洪州刺史)로 있을 때는 홍주 땅에 초가집이 많아 화재 위험이 크다는 이유로 기와 굽는 기술자들을 불러다 기와를 구워서 백성들의 초가집을 기와집으로 고쳐서 화재를 예방하게 하였으며 길이가 20리(里) 되는 제방을 축조하여 강을 막고 구멍을 터놓아 넘치는 것을 막도록 하였는데, 이렇게 하여 만들어진 못이 598개였으며, 12,000경(頃)에 이르는 논밭에 물을 댈 수 있었다고 한다. 또한 위단이 임기를 마치고 떠난 이듬해에 강남서도에 홍수가 나서 강물이 불어 거의 둑 높이까지 물이 차올랐고, 강남서도 주민들은 "이 제방이 없었으면 우리 시체가 저 바다에 떠다녔을 거야"라며 위단의 덕을 칭송하였다고 한다.
하남소윤(河南少尹)을 거쳐 간의대부 등을 역임하고 원화 5년(810년) 8월 6일(양력 9월 8일) 58세로 세상을 떠났다. 이듬해인 원화 6년(811년) 7월 임인(양력 8월 2일) 만년현의 소릉원(少陵原)에 묻혔다.
당 선종 때에 이르러 예전 원화(元和) 연간에 백성들을 다스린 수령들 가운데 누가 제일이었느냐는 선종의 물음에 앞서 강서관찰사를 지낸 적이 있었던 주지(周墀)가 나서서 위단의 이름을 언급하였다. 그는 위단을 두고 "위단의 덕이 거의 여덟 고을에 미칠 정도였고, 덕이 여덟 고을에 입히어, 죽은 지가 40년이 되었는데도 늙은이와 어린이가 생각하여 잊지 못합니다."라고 평하였고, 이에 선종은 위단의 사적을 비석에 새겨 세우게 하였다. 비문을 지은 것은 당대의 문인인 두목(杜牧)이었다. 이상은(李商隱)은 이때 건립된 위단의 비석을 가리켜 "漢江遠弔西江水，羊祜韋丹盡有碑"라고 읊었다.

## 일화
- 위단은 일찍이 승려 영철과 알고 지냈는데, 위단이 일찍이 강남서도관찰사(江南西道觀察使)로 있을 적에 시를 보내어 “왕사는 번다하여 한가한 날이 없고, 덧없는 생은 무상하기 구름 같을 뿐이네. 내 이미 상평자처럼 돌아가 쉴 계획 했거니, 오로암 앞에서 반드시 그대와 함께할 걸세.〔王事紛紛無暇日, 浮生冉冉只如雲. 已爲平子歸休計, 五老巖前必共君.〕”라고 하였는데, 영철이 똑같이 시를 지어 화답하기를 “나이 늙고 몸 한가하여 바깥일 없으니, 삼베옷에 풀밭 자리도 몸을 용납할 만하다네. 서로 만나면 다들 벼슬 그만두고 떠난다 하지만, 숲 아래서 그런 사람 하나나 본 적 있던가.〔年老身閒無外事, 麻衣草坐亦容身. 相逢盡道休官去, 林下何曾見一人?〕”라고 하였다고 한다.[5]
- 송의 정극(鄭克)이 지은 《절옥귀감》(折獄龜鑑)에는 위단이 기한을 정해 반납 보충을 분부한 일화가 나온다.
- 청의 학자 고사기(高士奇, 1645~1704)의 《속편주》(續編珠)에는 《길흉향응록》(吉凶響應錄)을 인용하여, 위단이 어느 날 어부가 매우 큰 자라 한 마리를 잡은 것을 보고 그걸 사서 강에 돌려보냈는데, 훗날 이름을 원준(元濬)이라고 하는 장사(長史) 관직의 사람이 위단을 찾아와 자신이 위단이 살려 주었던 자라이며 자신을 살려준 것에 감사한다고 사례하였다고 한다.

## 가족
6대 조
- 위효관 - 북주의 운국공(郧国公)[2]으로 경조 위씨 운공방파의 파조(派祖)이다.

증조할아버지
- 위유평(韋幼平) - 당의 기주참군(岐州参军)[1]

할아버지
- 위포정(韋抱貞) - 재주자사(梓州刺史)[1]

할머니
- 낭야 안씨(琅邪颜氏) - 당의 태사로 노군문충공(鲁郡文忠公) 안진경의 누이[2]

아버지
- 위정(韋政) - 낙현현승(雒县县丞)을 지내고 괵주자사(虢州刺史)에 추증되었다.[2]

부인
- 청하 최씨(清河崔氏) - 지강현령(支江县令) 최풍(崔讽)의 딸이다.[2]
- 난릉 소씨(兰陵萧氏) - 중서령(中書令) 소화(蕭華)의 손녀로 전중시어사(殿中侍御史) 소항(蕭恒)의 딸이다.[2]

자녀
- 위치(韦寘)[2]
- 위주(韦宙) - 검교상서좌복야 동평장사(检校尚书左仆射同平章事), 영남절도사(嶺南節度使)
- 위수(韦岫) - 복건관찰사(福建观察使)

## 참고자료
1. 1 2 3  《樊川文集·卷四·唐故江西观察使武阳公韦公遗爱碑》：皇帝召丞相延英便殿讲议政事，及于循吏，且称元和中兴之盛，言理人者谁居第一？丞相墀言：“臣尝守土江西，目睹观察使韦丹有大功德被于八州，殁四十年，稚老歌思，如丹尚存。”丞相敏中、丞相植皆曰：“臣知丹之为理，所至人思，江西之政，熟于听闻。”乃命首臣纥干众上丹之功状，联大中三年正月二十日诏书，授史臣尚书司勋员外郎杜牧，曰：“汝为丹序而铭之，以美大其事。”

 臣某伏念天寳、建中艰难之余，根于河北，枝蔓于齐、鲁、梁、蔡。辟为章句书生以蜀叛，锜为宗室老以吴叛。其他高下其目，跂而欲飞者，往往皆是。宪宗皇帝高听古议，广谏益圣，任贤使能，考校法度，号令未出，威先雷霆。十有四年，擒殛凶狠，方行四海，罔不率伏。当是时，凡五征兵，解而复合，仅八周岁，天下晏然，不告劳苦，实以守土多循良吏，而丹居第一。周召伯治人于陕西，召穆公有武功于宣王时，仲尼采《甘棠》《江汉》之诗，弦而歌之，列于《风》《雅》。班固叙汉宣帝中兴名臣，言治人者亦首述黄霸、龚遂，次将相下。今下明诏刻丹治效，令得与元和功臣，彰中兴得人之盛，悬于无穷，用古道也。

 谨案韦氏自汉丞相贤已降，代有达官，宽有大功于后周，封郧国公。郧公曾孙幼平，为岐州参军；生抱贞，为梓州刺史；生政，为汉州雒县丞，赠右谏议大夫；雒县生武阳公。公字文明，以明《五经》登科，授校书郎、咸阳尉，以监察御史、殿中侍御史佐张献甫于邠宁府。征为太子舍人，迁起居郎，检校吏部员外郎，侍御史，河阳行军司马。未行，改驾部员外郎。会新罗国以丧来告，且称立君，拜司封郎中、兼御史中丞，章服金紫，吊册其嗣。新罗再以丧告，不果行，改容州经略使，筑州城环十三里。因悉城管内十三州，教种茶麦，多开屯田，黄贼畏服，诏加太中大夫。贞元末，拜河南少尹，连拜检校秘书监，兼御史中丞、郑滑行军司马，皆未至。拜右谏议大夫。

 宪宗即位，刘辟以蜀叛，议者欲行贞元故事，请释不诛。公再上疏曰：“今不诛辟，则朝廷可以指臂而使者，唯两京耳，此外而谁不为叛？因拜剑南东川节度使、兼御史大夫。时刘辟急攻梓州，公至汉中，表言攻急守坚，不可易帅，高崇文客军远斗，无所资，若与梓州，缀其士心，必能有功。遂召拜晋、慈、隰三州观察使。

 不半岁，元和二年二月，拜洪州观察使。洪操章江，上控百越，为一都会。屋居以茅竹为俗，人火之余，烈日久风，竹戛自焚，小至百家，大至荡空。霖必江溢，燥必火作，火水夹攻，人无固志，倾摇懈怠，不为旬月生产计。公始至任，计口取俸，除去冗事，取公私钱，教人陶瓦，伐山取材，堆叠亿计。人能为屋，取官材瓦，免其半赋，徐责其直，自载酒食，以勉其劳。初若艰勤，日成月就，不二周岁，凡为瓦屋万四千间，楼四千二百间，县市营厩，名为栋宇，无不创为。派湖入江，节以斗门，以走暴涨。辟开广衢，南北七里，荡渫污壅，筑堤三尺，长十二里。堤成明年，江与堤平。凿六百陂塘，灌田一万顷，益劝桑苎，机织广狭，俗所未习，教劝成之。凡三周年，成就生遂，手为目睹，无不如志。

 公之为政，去害兴利，机决势去，如孙、吴乘敌，不可当向。辅以经术，仁抚智诱，慈母之心，赤子之欲，求必得之，故人自尽力，所指必就。子产治郑，未及三年，国人尚谤。黄霸治颖川，前后八年，始曰愈治。考二古人行事，与公相次第，不知如何。元和五年薨，年五十八。其铭曰：

 章武皇帝，披攘经营。凡十四年，五大征兵。人不告病，肩于太宁。将相是矣，岂无循良。考第理行，谁高武阳？武阳所至，为人父母。于洪之功，洞无前古。洪始有居，水火是苦。二者夹攻，死无处所。曰天所然，不嗟不诉。武阳始至，材瓦是聚。公钱不足，以俸为助。能为居宇，贳贷付与。日载酒肴，如无稚乳。不督不程，诱以美语。未二周星，创数万堵。几半重楼，如《诗》翚羽。錭以长堤，缭四千步。明年水平，人始歌舞。灾久事钜，一日除去。灌田万顷，益种桑苎。俗所未有，罔不完具。寂寥千年，谁守兹土？大中圣人，元和是师。图赞功劳，武阳岂遗。乃命史臣，刻序碑辞。宠假武阳，为人慰思。训劝守吏，勉于为治。
2. 1 2 3 4 5 6 7 8  《韩愈集·卷二十五·碑志二·唐故江西观察使韦公墓志铭》：公讳丹，字某，姓韦氏，六世祖孝宽，仕周有功，以公开号于郧。郧公之子孙，世为大官，惟公之父政，卒雒县丞，赠虢州刺史。

公既孤，以甥孙从太师鲁公真卿学，太师爱之。举明经第，选授峡州远安令，以让其庶兄，入紫阁山，事从父熊。通五经登科，历校书郎咸阳尉，佐邠宁军。自监察御史为殿中侍御史，征拜太子舍人，益有名，迁起居郎。吴少诚袭许州，拜河阳行军司马，未行，少诚死。改驾部员外郎。新罗国君死，公以司封郎中兼御史中丞，紫衣金鱼往吊，立其嗣。故事，使外国者，常赐州县官十员，使以名上，以便其私，号“私觌官”。公将行，曰：“吾天子吏，使海外国，不足于资，宜上请，安有卖官以受钱耶？”即具疏所以。上以为贤，命有司与其费。至郓州，会新罗告所当立君死，还，拜容州刺史容管经略招讨使。始城容州，周十三里，置屯田二十四所，化大行，诏加太中大夫。顺宗嗣位，拜河南少尹，行未至，拜郑滑行军司马。始至襄阳，诏拜谏议大夫。既至，日言事，不阿权臣，謇然有直名，遂号为才臣。

刘辟反，围梓州，诏以公为东川节度使御史大夫。公行至汉中，上疏言：“梓州在围间，守方尽力，不可易将。”征还，入议蜀事。刘辟去梓州，因以梓州让高崇文，拜晋慈隰等州观察防御使，自扶风县男进封武阳郡开国公，食邑二千户。将行上言：“臣所治三州，非要害地不足张职，为国家费，不如属之河东便。” 上以为忠。一岁，拜洪州刺史江南西道观察使，以晋慈隰属河东。公既至，则计口受俸钱，委其馀于官。罢八州无事之食者，以聚其财。始教人为瓦屋，取材于山，召陶工教人陶，聚材瓦于场，度其费以为估，不取赢利。凡取材瓦于官，业定而受其偿，从令者免其赋之半；逃未复者，官与为之；贫不能者畀之财，载食与浆，亲往劝之。为瓦屋万三千七百，为重屋四千七百，民无火忧，暑湿则乘其高。别命置南北市营诸军。岁旱，种不入土，募人就工，厚与之直而给其食。业成，人不病饥。为长衢，南北夹两营，东西七里，人去渫污，气益苏。复作南昌县，徙厩于高地，因其废仓大屋，马以不连死。明年，筑堤捍江，长十二里，疏为斗门，以走潦水。公去位之明年，江水平堤，老幼泣而思曰：“无此堤，吾尸其流入海矣！”灌陂塘五百九十八，得田万二千顷。凡为民去害兴利若嗜欲。居三年，于江西八州无遗便。其大如是，其细可略也。卒有违令当死者，公不果于诛，杖而遣之去。上书告公所为不法若干条，朝廷方勇于治，且以为公名才能臣，治功闻天下，不辩则受垢，诏罢官留江西待辩。使未至月馀，公以疾薨。使至，辩凡卒所告事若干条，皆无丝毫实。诏笞卒百，流岭南。公能益明。春秋五十八，薨于元和五年八月六日。公好施与，家无剩财。自校书郎至为观察使，拥吏卒前走七州刺史，与宾客处如布衣时，自持卑一不易。

娶清河崔氏，故支江令讽之女，某官某之孙。有子曰寘，年十五，明经及第，嗣其家业。后夫人兰陵萧氏，中书令华之孙，殿中侍御史恒之女，皆先公终。有女一人。凡公男若干人，女若干人。明年七月壬寅，从葬万年县少陵原。将葬，其从事东平吕宗礼与其子寘谋曰：“我公宜得直而不华者铭传于后，固不朽矣。” 寘来请铭，铭曰：

武阳受业，始于太师。以官让兄，自待不疑。勤于紫阁，取益以卑。可谓有源，卒用无疵。慊慊为人，矫矫为官。爰及江西，功德具完。名声之下，独处为难。辩而益明，仇者所叹。碑于墓前，维昭美故。纳铭墓中，以识公墓。
3. ↑  《신당서》(新唐書) 권제197 순리열전(循吏列傳)
4. ↑  《신당서》(新唐書) 권제197, 순리열전(循吏列傳); 《송사》(宋史) 권제173, 식화(食貨) 상(上)
5. ↑  《감주집》(紺珠集) 권4